# Informatik-Biber
Der Biber Wettbewerb der Informatik ist ein jährlich im November stattfindender Wettbewerb für Schüler und mittlerweile der größte Informatik-Wettbewerb der Welt. Im Jahr 2018 nahmen international 54 Länder am Bebras-Wettbewerb mit insgesamt 2.774.799 Teilnehmern teil.

## Biber in Deutschland
Der Informatik-Schülerwettbewerb richtet sich an Kinder und Jugendliche der Klassenstufen 3 bis 13, der von den Bundesweiten Informatikwettbewerben (BWINF) veranstaltet wird. Die Träger von BWINF sind die Gesellschaft für Informatik, der Fraunhofer-Verbund IUK-Technologie und das Max-Planck-Institut für Informatik. BWINF wird vom Bundesministerium für Bildung und Forschung gefördert. Inhalte des Wettbewerbs sind Denkaufgaben, die Schülerinnen und Schülern in kreativer Weise Denkweisen und Konzepte aus der Informatik nahebringen. Die Beantwortung der Fragen erfolgt über die Website des Wettbewerbs online im Multiple-Choice-Verfahren.
Von 2008 bis 2016 wurden die Aufgaben in drei Altersgruppen eingeteilt: in die Jahrgangsstufen von Klasse 5 bis 7, 8 bis 10 und 11 bis 13. Es wurden insgesamt 18 Aufgaben gestellt: jeweils 6 in drei Schwierigkeitsgraden (leicht, mittel und schwer). Seit 2017 gibt es eine weitere Altersgruppe (Klasse 3–4).
Die Aufgaben werden jährlich in einer sogenannten Biberwoche im November gelöst. Nach dem Wettbewerb erhält jeder Teilnehmer eine Urkunde. Die besten Teilnehmer erhalten zusätzlich einen Sachpreis.
2007 nahmen 21.802 Schüler aus 289 Schulen an diesem Wettbewerb teil, 2008 schon 53.602 Schüler (22.042 Mädchen) aus 417 Schulen. 2009 erhöhte sich die Teilnehmerzahl auf 82.879 Schüler aus 645 Schulen, davon 35.813 Mädchen und im Jahr 2014 waren es 217.506 Teilnehmer aus 1.232 Schulen, davon 94.463 Mädchen. Im Jahr 2017 konnte der Wettbewerb bereits 341.241 Teilnehmer verzeichnen und im Jahr 2018 stieg die Zahl erneut auf nun über 373.000 an. Der aktuelle Teilnahmerekord wurde im Jahr 2022 mit ca. 465.000 Kindern und Jugendlichen erreicht.

## Geschichte
Der Wettbewerb fand zum ersten Mal 2004 unter dem Namen Bebras in Litauen statt. Im Jahre 2005 wurde Beaver in Estland, Lettland, Litauen, den Niederlanden und Polen durchgeführt. In Deutschland wurde der Informatik-Biber erstmals 2006 im Rahmen des Informatikjahres unter dem Namen EI:SPIEL blitz! organisiert. 2007 fand der Informatik-Biber in Deutschland, Österreich, Polen, Litauen und den Niederlanden statt, 2010 dann zum ersten Mal in der Schweiz.
Im Jahr 2018 nahmen international 54 Länder am Bebras-Wettbewerb mit insgesamt 2.774.799 Teilnehmern teil.
Der Name des Wettbewerbs steht nicht in Zusammenhang mit dem Informatik-Konstrukt „Biber“ (einer speziellen Turingmaschine), insbesondere beschäftigen sich die Inhalte des Wettbewerbs nicht mit diesem. Bebras ist das litauische Wort für Biber. Die „Erfinderin“ des Wettbewerbs, Professorin Valentina Dagiene von der Universität Vilnius war inspiriert von der emsigen Arbeit der Tiere:

“The thought rushed into head during the travel around Finland in 2003 and discussions about how we could attract pupils to learn informatics. The activity of beavers on strands was so noticeable, that it suggested the symbol of the challenge… Beavers look like persistent stickers who endeavour for perfection in their field of activities and beaver away to reach the target. Their everyday job seems to be a trial: the one who pulls down more trees will stem more streams… Therefore, our competition was named after the hard-working, intelligent, and lively beaver.”